# Akwá
Fabrice Alcebiades Maieco (Benguela, 1977. május 30. –) angolai válogatott labdarúgó.

## Fordítás
- Ez a szócikk részben vagy egészben  az   Akwá című angol Wikipédia-szócikk fordításán alapul.  Az eredeti cikk szerkesztőit annak laptörténete sorolja fel. Ez a jelzés csupán a megfogalmazás eredetét és a szerzői jogokat jelzi, nem szolgál a cikkben szereplő információk forrásmegjelöléseként.